# 德雷施霍夫峰
德雷施霍夫峰（英語：Dreschhoff Peak）是南極洲的山峰，位於維多利亞地的斯科特海岸，以堪薩斯大學的物理學家命名，現時由南極條約體系管理。